# Open ModPlug Tracker
Der Open ModPlug Tracker, ursprünglich ModPlug Tracker, ist ein Musik-Tracker für Windows. Er ist einer der bekanntesten und verbreitetsten Tracker. Das britische Computer Music Magazin kürte den MPT 2007 als einen der Top 5 freien Musiktracker.

## Geschichte

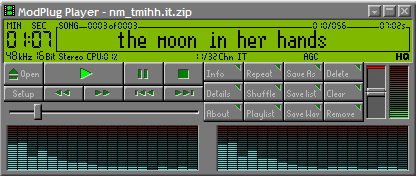
ModPlug Player, Windows Mod-Player von Olivier Lapicque auf Basis seines ModPlug Browser Plugins entwickelt

Das Programm wurde ursprünglich von Olivier Lapicque auf Basis des ModPlug Browser-Plug-in und des ModPlug Player, die sich die Wiedergabe von Modulen beschränken, entwickelt. Die erste Version erschien im September 1997 und ist damit einer der ältesten reinen Windows-Tracker. Ältere bekannte PC-Tracker, wie der FastTracker oder Impulse Tracker, waren noch für MS-DOS konzipiert. Lapicque stellte im Jahr 2004 den Quellcode unter die GPL und ermöglichte so die Weiterentwicklung unter dem Namen OpenMPT. Der Schism Tracker ist ein weiterer Tracker, der auf dem ModPlug-Code basiert. Im Rahmen dieses Projekts wurden viele Bugfixe an der ModPlug-Bibliothek vorgenommen, welche später wieder beim OpenMPT einflossen (Backport). Der OpenMPT steht ab der Version 1.17.02.53 unter der BSD-Lizenz.

## Technische Eigenschaften
Im Gegensatz zu den meisten anderen Trackern nutzt der ModPlug Tracker für seine grafische Benutzeroberfläche die Funktionen und GUI-Elemente der WinAPI. Er besitzt damit das Standard-Windows Look and Feel, was seine Bedienung intuitiver macht als die eher verspielten Eigendesigns anderer Tracker, die sich häufig noch an Trackern der DOS-Ära orientieren.
Als einer der ersten Tracker unterstützte er das parallele Öffnen und Bearbeiten von mehreren Modulen.
Bis zu 128 Kanäle werden gleichzeitig unterstützt, auch können VST-Plug-ins (auch VST-Instrumente) genutzt werden und es existiert ASIO Support.
Das Programm kann ungefähr zwei dutzend verschiedene Modul-Formate importieren, speichern kann es die Formate MOD, S3M, XM, IT und das eigene Dateiformat MPTM. Exporte von Modulen in diverse Stream-Formate (WAV, FLAC, Opus, Vorbis, MP3, AU) sind möglich.

### libmodplug und libopenmpt
Vom ModPlug Tracker wurde ursprünglich die Bibliothek libmodplug abgespalten, um die Abspielroutine des Trackers auch unter Linux verwenden zu können, beispielsweise als Plug-in für XMMS zum Abspielen von Musik-Modulen. In einigen Linux-Distributionen (z. B. Debian) ist das Plug-in als Standardpaket vorinstalliert.
Da die libmodplug-Bibliothek jedoch in den vergangenen Jahren nur noch wenige Updates erhalten hat, wurde die Bibliothek libopenmpt veröffentlicht, die parallel zu OpenMPT weiterentwickelt wird. Auf Basis dieser Bibliothek wurden beispielsweise Player-Plug-ins für XMPlay, Winamp und foobar2000 entwickelt, welche auf der offiziellen Website heruntergeladen werden können.